# Georychus capensis
Georychus capensis је врста глодара из породице пешчарских слепих кучића (Bathyergidae).

## Распрострањење
Врста је присутна у Јужноафричкој Републици.

## Станиште
Станишта врсте су травна вегетација и речни екосистеми.

## Угроженост
Ова врста није угрожена, и наведена је као последња брига јер има широко распрострањење.